# Col de Chellata
Col de Chellata är ett bergspass i Algeriet.   Det ligger i provinsen Tizi Ouzou, i den norra delen av landet, 130 km öster om huvudstaden Alger. Col de Chellata ligger 1 410 meter över havet.
Terrängen runt Col de Chellata är bergig österut, men västerut är den kuperad. Col de Chellata ligger uppe på en höjd. Runt Col de Chellata är det tätbefolkat, med 286 invånare per kvadratkilometer. Närmaste större samhälle är Akbou, 9,4 km sydost om Col de Chellata. Omgivningarna runt Col de Chellata är i huvudsak ett öppet busklandskap.